# Lolan Vasström
Lolan (Carola) Vasström, född 14 september 1888 i Norrköping, död 13 juni 1964 i Hangö, var en finländsk skådespelare. 
Vasström bedrev scen- och sångstudier bland annat i Stockholm, Tyskland och Italien samt flyttade till Finland 1913, då hon gifte sig med konstnären Eric Vasström. Hon gästspelade 1935–1936 på Åbo svenska teater och var under många år solist vid stadsorkesterkonserter i Helsingfors och Åbo. Hon gav egna recitationsaftnar från 1918 och upprätthöll en talstudio från 1930. Hon var energiskt verksam inom många olika teater- och konstnärssammanslutningar; därtill var hon engagerad i lottaverksamheten bland annat som ordförande i Södra Nylands Lotta Svärd-distrikt 1921–1927. Hon var vidare en av de drivande krafterna när det gällde att iståndsätta Albert Edelfelts ateljé vid Haiko gård.